# Stichting Opwekking
Stichting Opwekking is een christelijke en interkerkelijke Nederlandse stichting binnen de pinksterbeweging.
Ze is vooral bekend van haar liederenbundel (Opwekkingsliederen geheten) en de jaarlijkse pinksterconferentie (Opwekking genaamd) die door zo'n 60.000 mensen bezocht wordt. Daarnaast geeft zij een eigen blad, en verschillende boeken, uit en is betrokken bij verschillende andere conferenties. Zij biedt onder andere logistieke ondersteuning aan andere christelijke organisaties en festivals, waaronder het Opwekking Worship Weekend. Ook is de stichting actief in diverse samenwerkingsverbanden. Er zijn ruim twintig mensen werkzaam bij Stichting Opwekking.

## Geschiedenis
Stichting Opwekking is opgericht door Wiesje en Ben Hoekendijk en Peter en Else Vlug. Ben en Else zijn kinderen van Karel Hoekendijk, bekend van Stromen van Kracht, een groep die zorgde voor een flinke stimulans van de naoorlogse pinksterbeweging. In 1960 kwam het blad Opwekking Magazine uit. Het werk begon te groeien na een aanvankelijk moeilijke start, wegens financiële problemen. Een gezinscamp-meeting met Pinksteren 1971 groeide uit tot massaal bezochte conferenties op de Paasheuvel in Vierhouten. Een jaar later startten de One-Way-dagen. Ook hield Opwekking zich in deze tijd bezig met Mission, een grote zendingsconferentie die eens in de drie jaar werd gehouden.
In 1990 stopte Ben Hoekendijk met het werk voor stichting Opwekking. De leiding kwam hierop in handen van Peter Vlug. Onder zijn leiding kwam het zogeheten jaarlijkse zangfestijn van de grond. Ook hield Stichting Opwekking zich bezig met de jaarlijkse Mars voor Jezus. In 1996 verhuisde de jaarlijkse conferentie wegens ruimtegebrek van Vierhouten naar het terrein van Walibi Holland in Biddinghuizen. In 1999 droeg Vlug de organisatie over aan Joop Gankema en Kees Goedhart.
Tijdens de 44e Pinksterconferentie in 2014 kondigde Joop Gankema zijn vertrek aan. Ruben Flach werd zijn opvolger. Opwekking fuseerde in oktober 2016 met Willow Creek Nederland. De activiteiten van die organisatie, zoals de jaarlijkse Global Leadership Summit, waren al sinds 2011 ondergebracht bij Opwekking.